# La Chatte
La Chatte é um romance curto da escritora francesa Sidonie-Gabrielle Colette. Lançado em 1933, o livro conta a história de um triângulo amoroso envolvendo Camille Malmert, seu marido Alain Amparat e seu gato Chartreux, Saha. Camille ama Alain, mas Alain ama seu gato, que ele tem desde a infância, mais do que poderia amar qualquer mulher. O livro foca principalmente em Alain e sua recusa em abandonar as memórias da infância; seu gato é a personificação de sua infância.
Na história, Camille e Alain se casam e se mudam temporariamente para o apartamento de uma amiga de Camille. Alain não gosta disso, pois está longe de sua casa de infância e de seu gato. Por fim, Camille fica tão irritada com a obsessão de Alain pelo gato que empurra Saha da sacada do apartamento, para o que ela espera que seja sua morte. O gato sobrevive e Alain, furioso, deixa Camille para voltar a morar com sua mãe e seu gato.
Há rumores de que Alain é baseado no próprio irmão de Colette. Saha é baseado em um gato Chartreux que Colette teve, chamado "La Chatte".